# Hélice con tobera

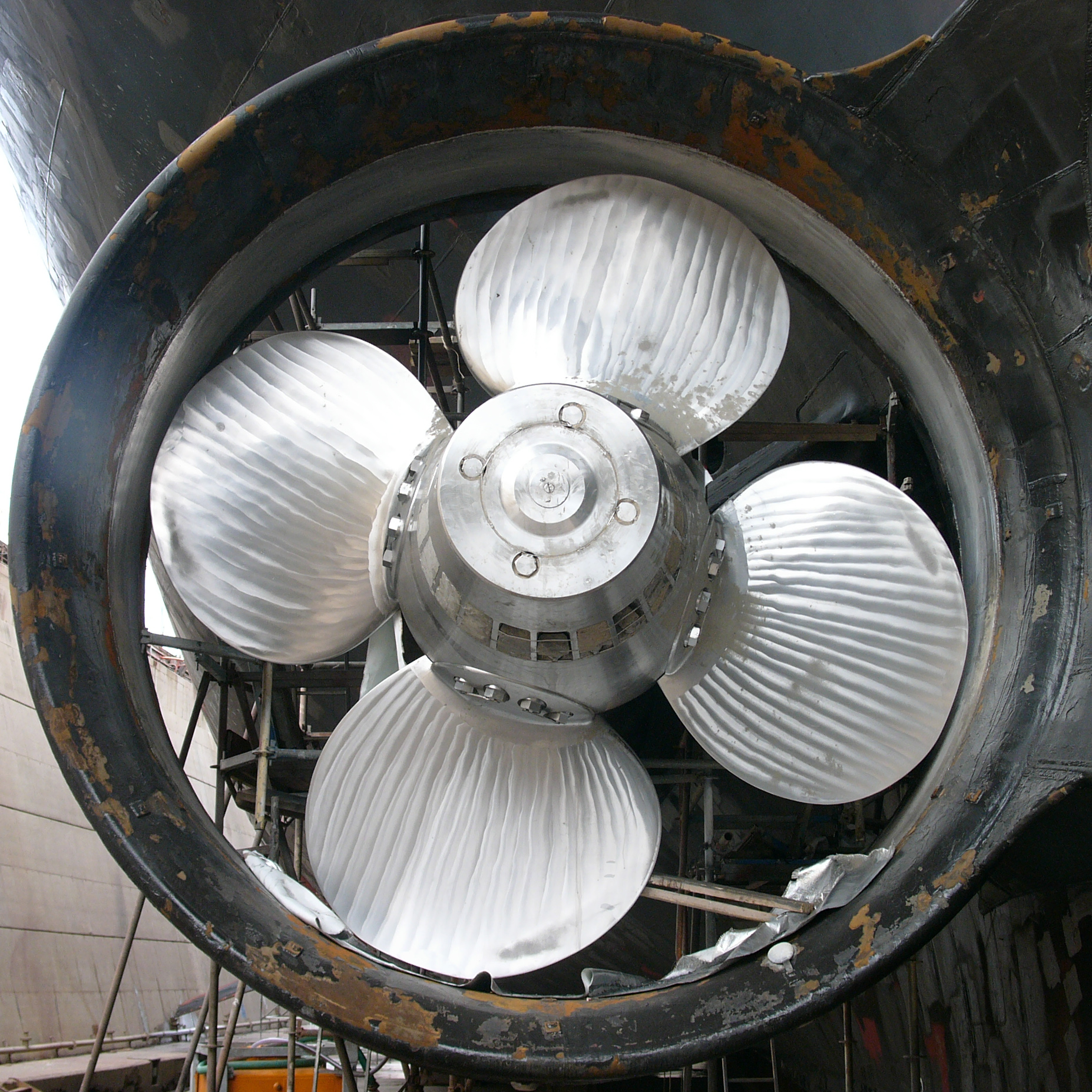
Hélice con tobera. Nótese la distancia entre la hélice y la tobera.

En náutica, la hélice con tobera (hélice carenada) es un sistema de propulsión marino compuesto por una hélice colocada dentro de una tobera rígida. Fue desarrollado por Luigi Stipa en 1931 y por Ludwig Kort en 1934 (por lo que también se conoce como tobera Kort). Este diseño aumenta la fuerza de empuje y mejora la eficiencia en comparación con la hélice sin tobera.
El diseño hidrodinámico del ducto de la tobera, que posee un perfil alar, posee ciertas ventajas en determinadas condiciones de funcionamiento comparado con las hélices sin toberas.
Entre las ventajas se destaca un aumento de la eficiencia a velocidades bajas (<10 nudos), mejor estabilidad del rumbo y menor vulnerabilidad ante basura flotante. Entre las desventajas se mencionan una menor eficiencia a velocidades elevadas (>10 nudos), problemas de estabilidad del curso al navegar en reversa, y una mayor cavitación. Las hélices con toberas a veces son utilizadas para reemplazar el timón.

## Descripción
Las hélices utilizadas tiene un diseño especial, que toma en consideración las corrientes que produce la interacción con la tobera.
Existen dos tipos de toberas:
- Las toberas que aceleran el flujo dirigido hacia la hélice. Este concepto fue desarrollado por Ludwig Kort en 1924.
- Las toberas que desaceleran el flujo dirigido hacia la hélice.

En ambos sistemas, la punta de la hélice gira a escasa distancia de la superficie interna de la tobera, eliminando los vórtices que genera el movimiento de la hélice. El aumento de la velocidad de la masa de agua que se dirige hacia la hélice, disminuye el esfuerzo de torsión, pero tomado en su conjunto aumenta la fuerza de empuje.
Estos sistemas de propulsión disminuyen su eficiencia en barcos que navegan a velocidades elevadas.